# Дубое (Брестская область)

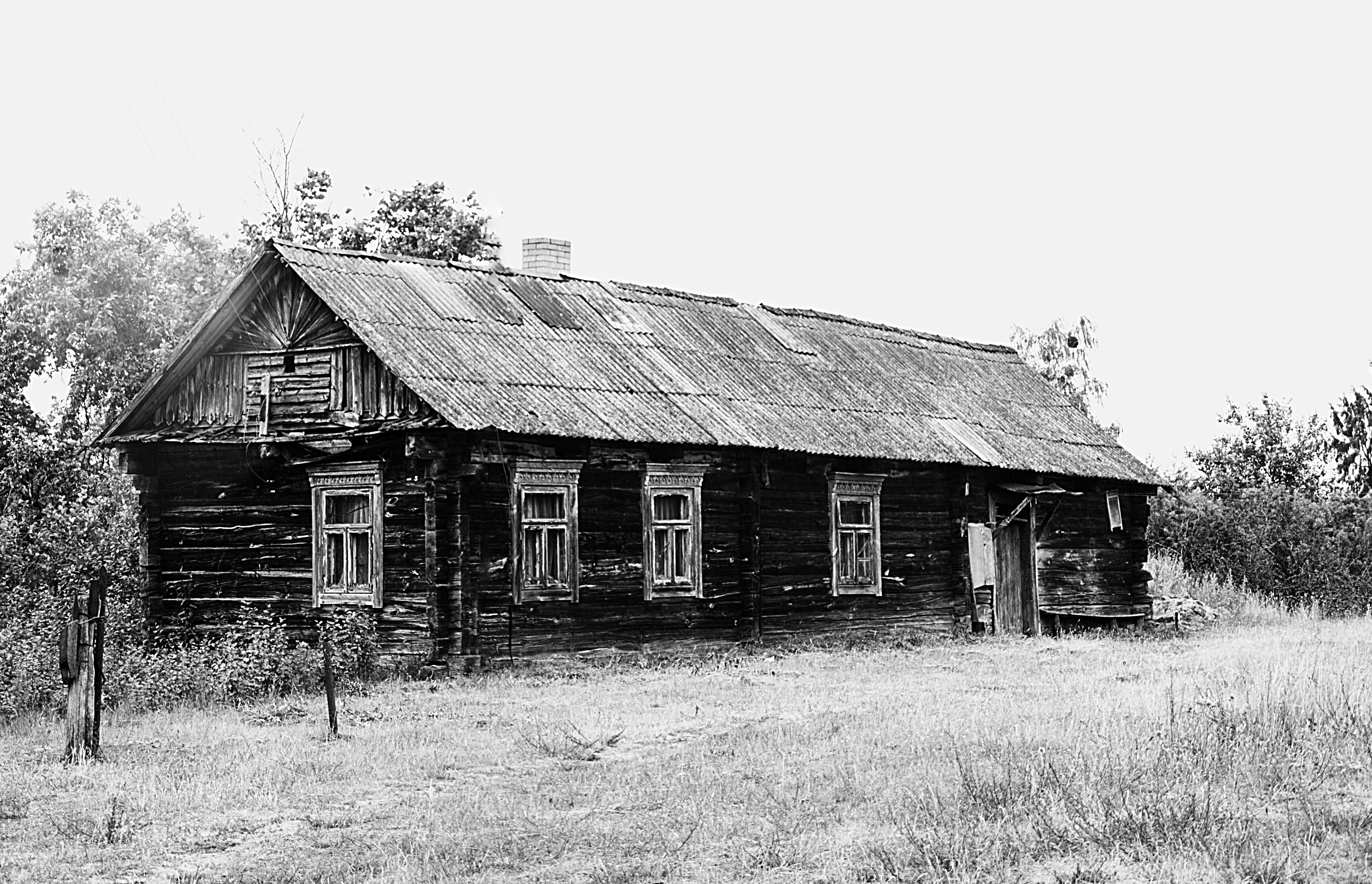

Ду́бое (бел. Дубае; ранее — Ду́бой) — деревня в Пинском районе Брестской области Беларуси. Административный центр Дубойского сельсовета.
Место особое в историко-культурном комплексе белорусского Полесья. Прошлое старейшей деревни Пинского района, как и полагается, наполнено легендами о подземных ходах, об призраках, о сражениях Первой мировой войны, оставившей след на здешней земле в виде воинских кладбищ, о некогда могущественных владельцах — православном монастыре, а затем униатах и иезуитах, о представителях известных дворянских родов, владевших когда-то здесь имением: Полозы, Сапеги, Радзивиллы, Куженецкие и нынешних владельцах графа и графини Боханко. Поселение связано с жизнью белорусских святых, чью деятельность в XVI в. люди помнят и сегодня. Это Афанасий Филиппович, игумен Брестский, священномученик и католический святой Андрей Боболей.

## История
Первое упоминание относится к 1498 г., когда конюший Сенько Дмитрович получил от пинской княгини Марьи Семеновой четыре дворища в Дубом. По привилею князя Федора Ивановича Ярославовича, Дубой в 1503 г. становится владением Карповичей. В 1558 г. «Дубоя» указывается в связи с определением границ королевских пущ. В 1566 г. двор Дубой по привилею короля Сигизмунда Августа перешёл Семёну и Дмитрию Веренич-Стаховским герба Огоньчик. Видимо, у них имение купил Сасинь Иванович. А уже в 1596 году владельцем Дубого стал богатый шляхтич Ян Полоз, основавший здесь огромный парк с замком в центре. В 1598 г. имением владел Ян Попов, затем — Огинские, Радзивиллы. В 1635 или в 1638 г. Альбрехт Радзивилл, канцлер великий литовский, староста пинский, владелец Альбрехтова, подарил имение с монастырем пинским иезуитам. Князь был преданным католиком, не признавал иноверцев, основал костел в Алыке, иезуитский коллегиум с костелом в формах позднего ренессанса и барокко в Пинске. Во время обучения в коллегиуме в орден иезуитов вступает в 1748 г. Адам Нарушевич (1733—1796) и некоторое время живёт в их дубойской резиденции. Адам — известный историк (автор многотомной «Истории польского народа»), поэт, просветитель, утверждающий, что человеческий разум — главный двигатель исторических процессов.
Дубойское имение иезуиты предназначили для летней резиденции своего ордена. В старом замке Полозов разместился приют для детей-сирот, а рядом на искусственном острове был построен первый костёл-каплица. Ухоженность парка, содержание усадьбы заставляло восхищаться современников. Дворец, по мнению исследователя дворцово-парковых ансамблей Р. Афтанази, был сооружён иезуитами в первой половине XVIII века и ещё некоторое время спустя достраивался.
Вторая половина XVIII века ознаменовалась для Дубого новым владельцем. Им стал гетман Великого Княжества Литовского, граф Михаил Казимир Огинский (1730—1800), один из интереснейших людей своего времени. По его инициативе и на его средства был построен канал, носящий сегодня его имя. Видимо, кроме увлечения изящными искусствами, граф Огинский неплохо разбирался и в гидротехнике. Поэтому и в Дубом он создал оригинальную, нигде в Беларуси не повторяющуюся водную систему.
После ликвидации иезуитского ордена (1773) Дубое купили Куженецкие герба Куженец. Первым владельцем был, видимо, Юзеф, маршалок Пинского повета. Представители этого рода владели имением около столетия. Среди них наиболее известен Игнатий, каштелян витебский, посол на сейм в 1775 г., кавалер ордена св. Станислава, депутат от местной шляхты на коронацию Павла I в 1797 г. Был женат на богатой вдове Барбаре с Яблоновских, владевшей после смерти мужа Антония Островского, полковника, Дрогичинским графством, включающим имение Дрогичин, фольварки Соха, Ровины, Островичи. Их дочь Клотильда в 1811 г. на месте бывшего монастыря оплатила строительство церкви Рождества Богородицы в формах классицизма. Здание, состоящее из центрического восьмигранного основного объёма, прямоугольных в плане апсиды и притвора, с более поздней росписью, выполненной в технике гризайль, дошло до наших дней.
Во времена Куженецких Дубое посещал в 1784 г. король Станислав Август. Сопровождал короля епископ Адам Нарушевич, уроженец Пинщины, историк, поэт, первым прославивший Пинщину в своих произведениях. Не случайно последний король Речи Посполитой посетил Дубое. Именно здесь прошли детские годы Адама Нарушевича.
Последние потомки Куженецких прослыли безбожниками и гуляками. У местного населения сложилась о них легенда. Один из Куженецких устроил как-то раз в Великую Пятницу бал. Однако, когда приглашённые уселись за стол, раздался грохот, провалился пол и земля поглотила всех пирующих. С тех пор, если кто-нибудь спрячется в парке в ночь с Великой Пятницы на Великую Субботу, то мог бы увидеть подъезжающие кареты, бьющий залпом фейерверк и нарядных гостей. Можно было увидеть иллюминацию в окнах дома, услышать музыку и песни до тех пор, пока в полночь всё это с грохотом не провалится, а дом погрузится в полную тьму и тишину.
Затем владельцы имения также часто менялись. В 1870 г. с высочайшего соизволения в виде награждения за службу по купчей крепости оно перешло Платону Спасскому, действительному статскому советнику. Земельные угодья имения этого периода составляли 6817 десятин. Имелись винокуренный и кирпичные заводы, воловая мельница. По купчей крепости 1885 г. имение от статского советника Андрея Андреевича Спиридонова переходит к купцу, промышленнику из Варшавы Ивану Карлу Шленкеру. Кроме того, Иван Карл владел имениями и заводами на Украине. В 1904 г. по духовному завещанию Дубое становится собственностью его дочери Марии Анны Выджджины, После первой мировой войны Мария подарила усадьбу и 100 га земли сельскохозяйственной школе с рыбным хозяйством. Школа носила имя её рано ушедшей из жизни дочери Янины и просуществовала до 1939 г. Мария была последней владелицей имения и в 1928 г. провела его землеустройство. Предвоенным директором школы был P. Прусский, известный польский селекционер. В 1980 г. он посетил усадьбу.

Дубой. Дворец. Парадный фасад. Фото 1938

## Усадьба
Усадьба заложена на несколько пониженной местности ещё при иезуитах. Представление о ней даёт «Инвентарь имения Дубоя. с фольварками Бродница и Огово, Пинского повета, пинскихъ Иесзуитов» за 1773 г., составленный экономом имения Казимиром Блоцким. Люстраторами являлись Михаил Героним Радзивилл, Юзеф Куженецкий, маршалок Пинского повета, и Теодор Родзевич, регент земский и ротмистр пинский. По общему планировочному решению двор в Дубом имел больше ренессансный облик. Центральное положение занимал детинец, охваченный оградой с брамой, на котором располагались многочисленные хозяйственные и служебные сооружения. Вход фиксировался симметрично расположенными зданиями с тесаного бруса, крытых дранкой. Одно из них имело избу с коморой и печь кафельную. На детинце, похоже, без особой системы располагались кузница с горном, четыре навеса на шести столбах, ледник, два погреба, одрина с круглого бревна, конюшня с навесом, две возовни, кухня на каменном фундаменте, избы с коморами и др.
Особого внимания заслуживал спихлер — сооружение оригинальной конструкции: трёхэтажное, с круговой галереей, построенное на каменном погребе с двумя окнами с решетками, накрытое шатровой крышей. На первом и втором этажах имелось по восемь жилых комнат, коридору и по два помещения для хранения зерна. Третий этаж без потолка занимал большой зал с двумя дверями, на который вела лестница. Описанный детинец представлял собой хорошо обособленный хозяйственный двор ренессансной усадьбы.

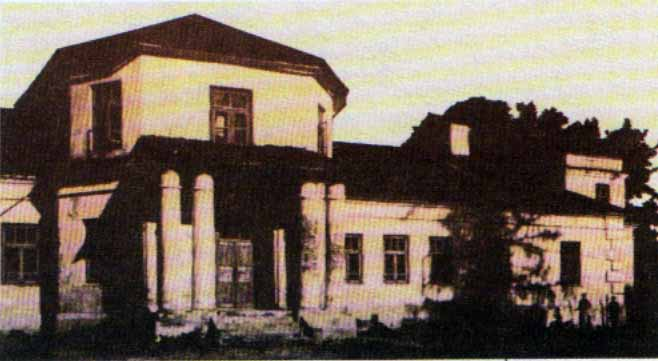
Дубое. Дворец. Парковый фасад. Фото 1938 г.

Парадную часть усадьбы, расположенную на одной оси с детинцем, составлял «мур» (каменный дом) и «огрод влоский», которые имели ограду с брамой с воротами на бегунках. Весьма краткое описание усадебного дома позволяет считать, что это был тот дом, который известен но рисунку Н. Орды после проведенной реконструкции при Куженецких, когда вся усадьба перестраивалась.
В инвентаре указываются «ганки» с избами. Они стали двухуровневыми башнями, показанными Н. Ордой, симметрично располагались по углам здания. Первая из них включала избу с тремя окошками и кафельной печью, комору и избу-скарбец. Во второй башне имелись также две избы. Изба горная (верхняя) именовалась «Salek». Дом имел мансардный этаж с четырнадцатью окнами в оловянной оправе и стоял на больших каменных подвалах. Рядом с домом стояла каплица на каменном склепе; имела алтари св. Андрея и св. Игнатия. От неё дорожка через мост вела к винокурне. Возле неё имелись солодовня, баня, ледник. Дальше за винокурней размещались хозяйственные сооружения: воловня с круглого дерева, два хлева, два навеса, сеновал (одрина). Над каналом стояли три сооружения, крытые тростником.

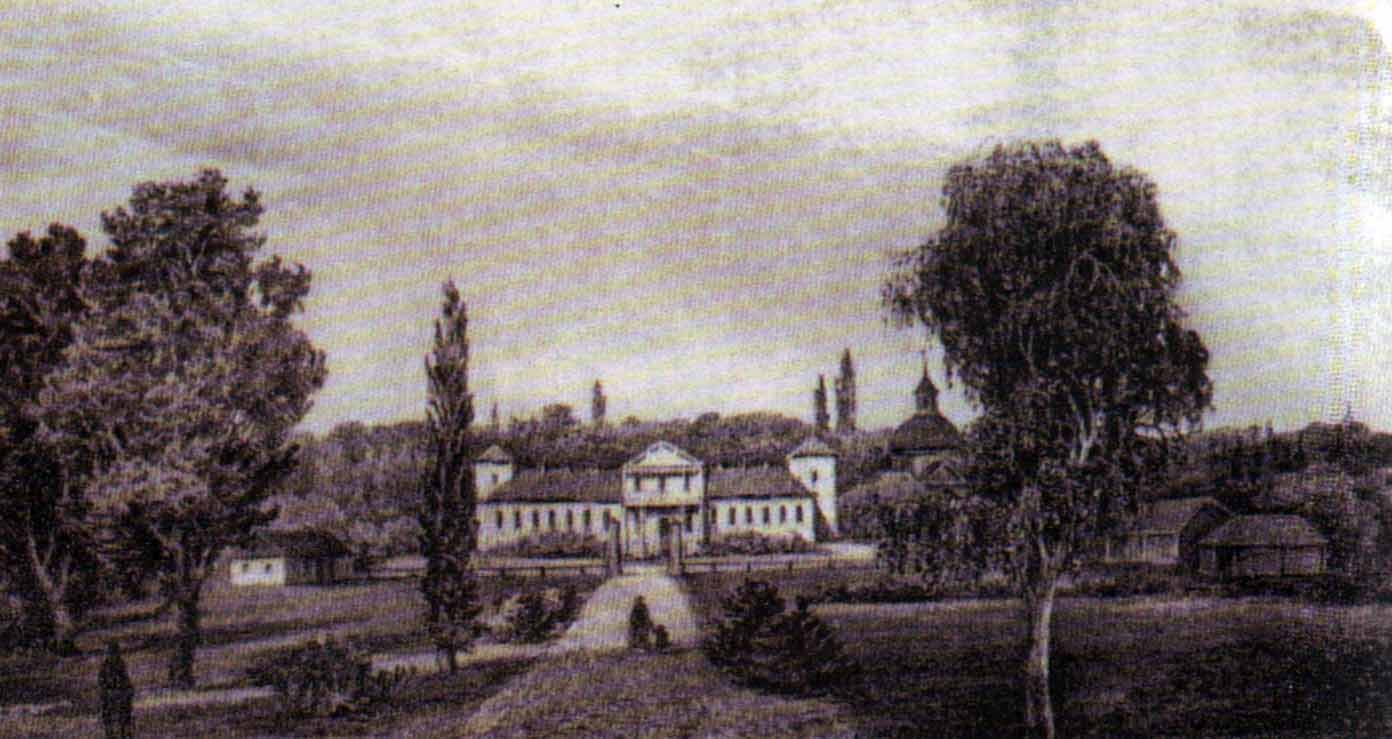
Усадьба в Дубое. Литография с акварели Наполеона Орды. 1870-е гг

Согласно инвентарному описанию, усадьба имела парк. Он примыкал к детинцу, начинаясь от бокового фасада дома. Был огорожен со стороны дома штакетником, а со стороны болота — плетнем. Парк представлял собой «кватеры между каналами копанными». В одних из них росли плодовые деревья, другие были засеяны яровыми культурами, третьи ещё пустовали. В парке отмечается один квадратный водоём, в который впадал канал. Второй канал отводил воду из водоёма в Пину. В усадьбе имелось восемь овощных огородов. Один из них назывался пасечным. Всего на усадьбе и в лесу числилось восемьдесят четыре улья.
Кроме отмеченных многочисленных сооружений хозяйственного назначения, во дворе имелся фольварк, крупный хозяйственный комплекс с хорошо выраженным зонированием на усадьбу с домом администратора и гумнище. Дом администратора, крытый дранкой, включал сени, избу с двумя коморами, пекарню с коморой, кафельные печи и две пекарни с простыми кирпичными печами. К дому были ориентированы варивня, «млечник» с сырницей — двухэтажное сооружение, и так называемые хлевки для птиц. За оградой с брамкой, на гумнище, располагались навес с возовней, гумно с четырьмя коморами, гумно, навес, одрина для снопов и сена, двухэтажный спихлер из бруса с крыльцом.
Наиболее оригинальным сооружением гумнища была обора, имеющая в плане квадрат, но периметру которого располагались одрина, девять хлевов, два хлевка и две конюшни. Центральное положение занимал внутренний двор с колодцем.
Такой сложный комплекс, сочетающий парадный двор с каменным усадебным домом, дворовой каплицей, регулярным парком и с выраженной утилитарной направленностью после 1773 г. становится собственностью Куженецких, два поколения которых превращают его в блистательную резиденцию, которая отражена на акварели Н.Орды второй половины XIX в. В 1784 г. в усадьбе останавливался Август Понятовский, проезжавший здесь по причине открытия Королевского (ныне Днепровско-Бугского) канала. На приеме короля дочь Игнатия исполнила арию «За здоровье его величества короля».

Дубой. Схема усадьбы

Усадьба Куженецких включала дворец, каплицу, парк (схема). Славилась теплицами и оранжереей. Дворцом становится несколько перестроенный прежний «мур» (проект Александра Коттека. Здание с мансардным этажом на высоких сводчатых подвалах было каменным одноэтажным. Главный фасад украшал четырёхколонный портик с террасой. Парковый фасад имел граненый ризалит и портик с двумя парами колонн. С двух сторон здание фланкировали две четырёхгранные двухъярусные башни-алькежи с шатровыми крышами. Центральная часть паркового фасада здания имела граненый ризалит с крыльцом на двух парах колонн. В доме имелось 16 помещений, среди которых выделялся большой зал, стены которого покрывали фрески, имелся дубовый паркет и круглые белые кафельные печи, увенчанные широким поясом с растительным орнаментом и профилированным карнизом.

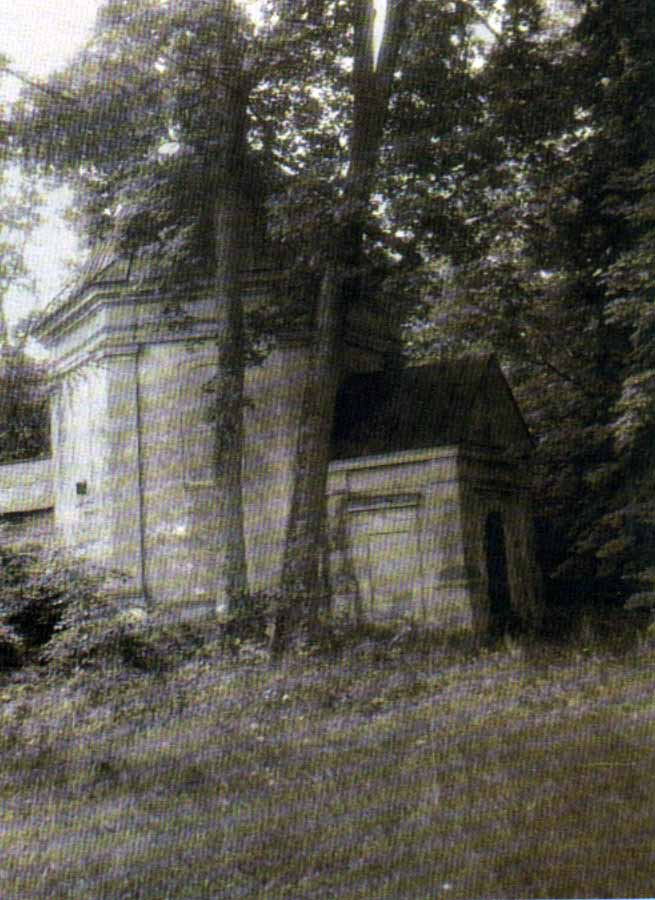
Каплица в Дубое. Фото 1999 г.

Дворец являлся композиционным центром необычного парка. Польский историк В. Броневский, посетивший Дубой в 1810 г., писал: «Помещичий сад есть что-то небывалое в Польше и, особенно в моих глазах, привыкших к мертвой единообразной здешней природе. Он построен по образцам славного Ленотра с прудами, фонтанами, цветниками и стрижеными аллеями…». Парк имеет симметрично-осевое решение, но композиционная ось, в отличие от других парков этого периода, короткая и в плане он не прямоугольный, как обычно, а имеет форму квадрата. Ось ориентирована в направлении запад—восток, объединяя въездную аллею, партер, дворец и круглый пруд. Парковая композиция строится относительно дворца, расположенного в центре усадьбы. Плотная аллея из вечнозеленых видов (ель обыкновенная и пихта белая) ведёт к въезду, фиксированному двумя высокими (4,5 м), рустованными пилонами с шарами в завершении. От аллеи сохранилось только две пихты и четыре ели. С двух сторон, на удалении, симметрично браме растут дубы с шатровидными кронами. С левой стороны стояло небольшое здание кордегардии, его фасад украшал заглубленный портик на 2 колоннах. Колоннами был декорирован также фасад конюшни выездных лошадей, которая стояла по правой стороне. Напротив, фасадом на юг, была ориентирована оранжерея.
С въездной аллеи открывался большой партер с овальным кругом в центре. Ось перспективы перед зданием была подчеркнута двумя лиственницами европейскими. Парковый партер несколько занижен. За ним, в глубине парка, по оси композиции росла старейшая в Беларуси сосна веймутова, видимо, современница дворца. Завершается ось водоемом округлой формы диаметром до 30 м с фонтаном в центре. Кулисами перспективы служили грабовые группы (по три дерева каждая); перед фасадом здания симметрично было высажено по лиственнице. В настоящее время между дворцом и круглым водоемом развился сплошной ольс грабовый сомкнутостью до 95 % без напочвенного покрова.

Интерьер каплицы в Дубом. Фото после 1920 г.

С южной стороны дворца, в углу парка, под кронами старых кленов и конских каштанов уединенно стоит каплица, построенная в барочных формах, где покоились владельцы. Сооружение небольшое, восьмигранное, со шлемовидным завершением и граненым фонарем, квадратными в плане притвором и апсидой. Декорировано угловыми пилястрами, фризом и многослойным карнизом. Интерьер был оформлен с использованием лепнины, витражей и фресковой росписи. Отреставрирована в 1920 г. В последнее время служила костелом Святого Креста. Сейчас в запустении. Небольшой храм стал акцентом картины Юзефа Панкевича «Парк в Дубом» (1897, хранится в Национальном Музее в Варшаве).

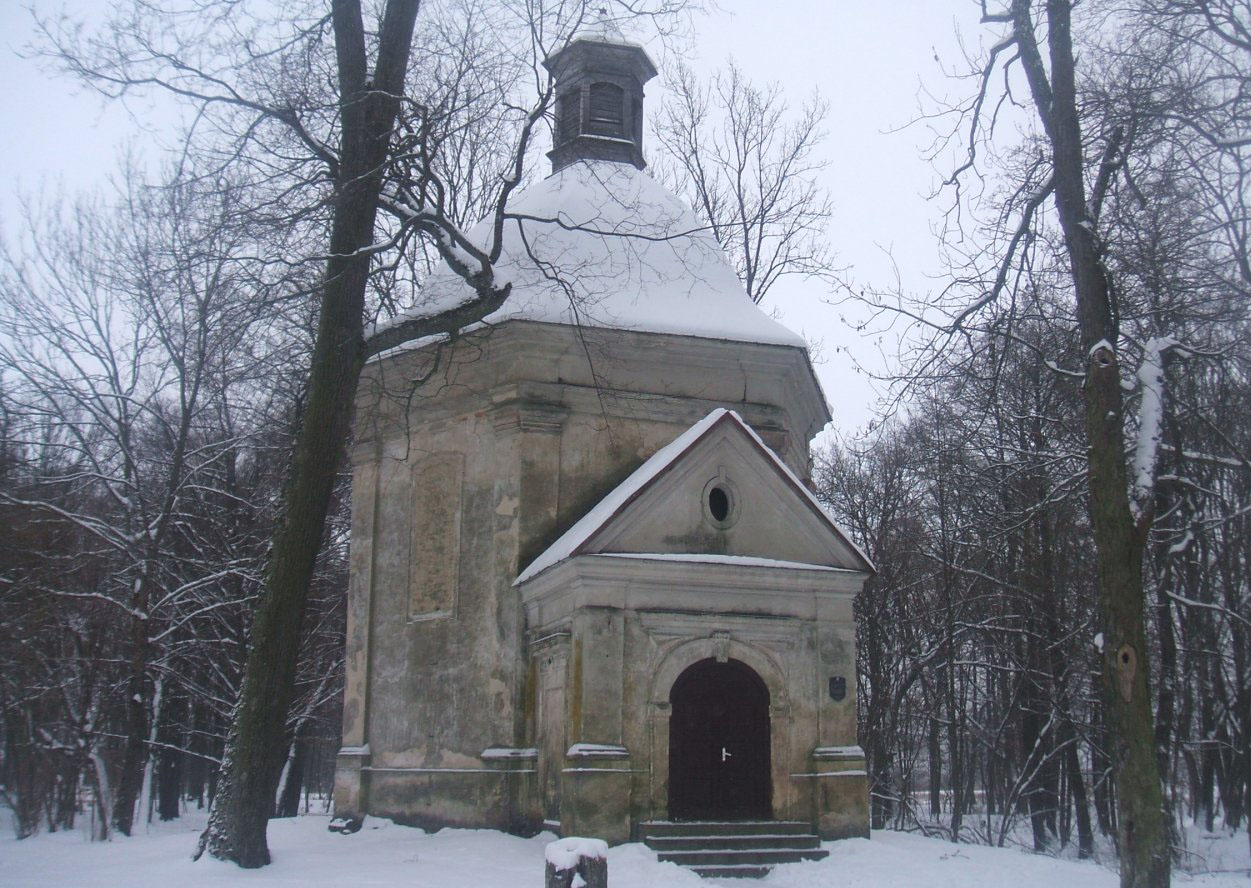
Каплица. Фото 2012 г

В более позднее время территория вокруг партеров оформляется в пейзажном стиле. В небольших группах использовались клен, липа и редкие растения: сосна веймутова, ясень обыкновенный 'Pendula', конский каштан обыкновенный, белая акация. Сохранились две тсуги. Растут около парадного входа (высота 13—14 м). Всего в парке произрастает 20 видов древесных растений.
Основу композиции парка составляет оригинальная водная система. Имеет строго симметричное решение и состоит из прямолинейных каналов, четырёх водоемов в виде прямоугольников и центрального круглого водоема. Парк окружает периферийный канал. Два больших и четыре коротких поперечных канала разделяют парк на шесть боскетов, расположенных симметрично по отношению к основной оси. Через каналы были переброшены выгнутые дугой деревянные мостики, на островах (в боскетах) росли фруктовые деревья. Прошло более 200 лет со времени строительства парка, но берега водоемов сохранили прямолинейность, четкость конфигурации. В последнее время водоемы значительно обмелели, берега сплошь поросли деревьями, кустарниками, но в целом вся система ещё достаточно выражена и может быть восстановлена. Система питается водой родника, находящегося за пределами парка. Избыток воды через дополнительные каналы спускался в пруды за усадьбой. На юго-восточном углу парка расположен большой переполненный водой первый пруд. Он является частью большой системы прудов, которые сформированы в пойме и тянутся (около 600 м) вдоль тополиной аллеи, которая ведёт, как и в далекие времена, к парому на р. Пина.

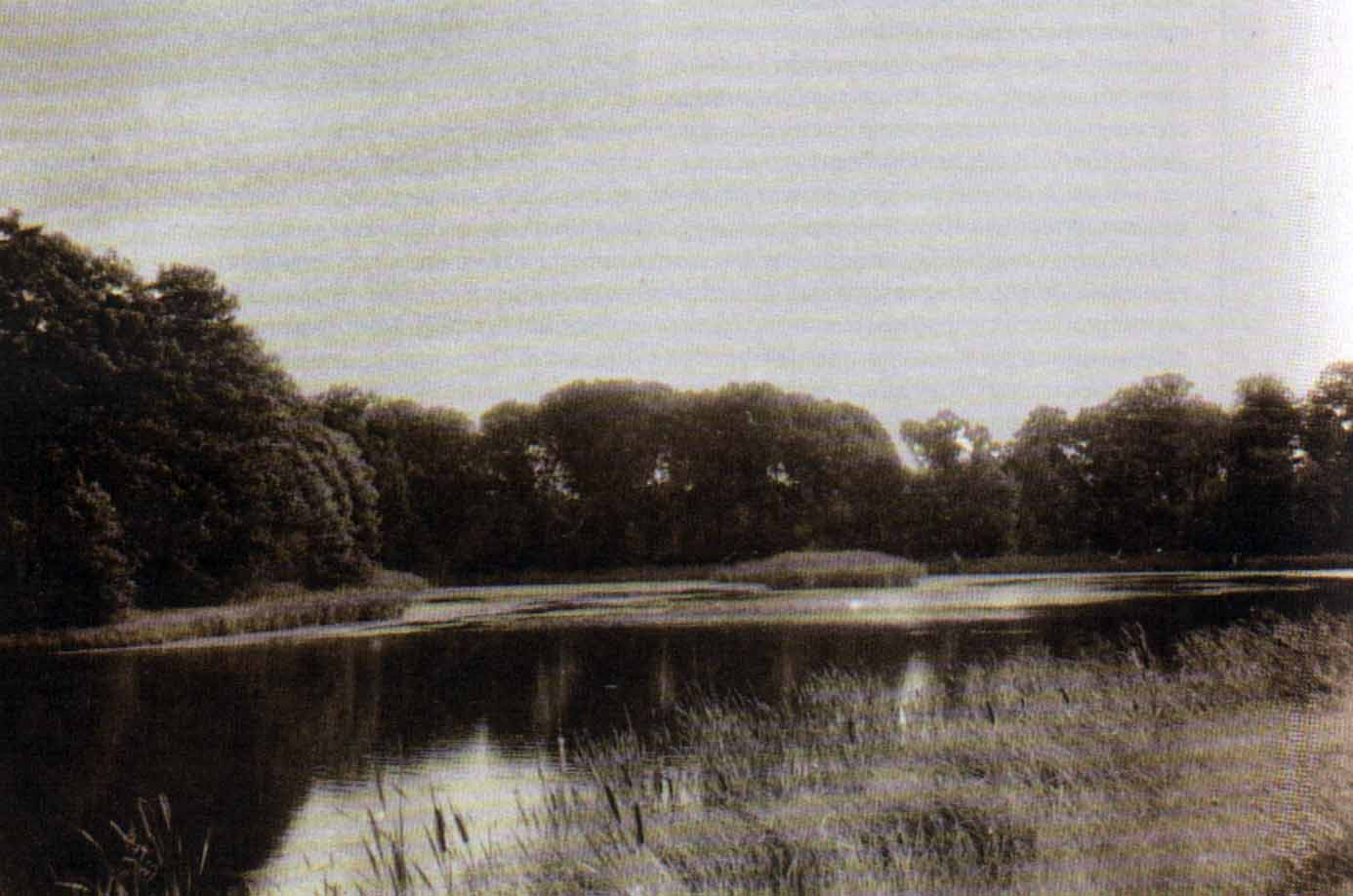
Дубой. фрагмент водоема. Фото 1999 г

Кроме центральной въездной аллеи, парк имел ещё две боковые, оформленные елью, ясенем и расположенные перпендикулярно основной оси с северной и южной сторон. Северная аллея проходила через небольшой еловый массив, который не сохранился, а участок, в связи с нарушением водной системы, оказался избыточно увлажненным. На месте ельника сформировался ольс ясенево-разнотравный в возрасте более 60 лет. По периметру ольса сохранились одиночные, лучшие в республике деревья пихты белой и её незначительный самосев.
Композиция парка хорошо выражена, имеет качественный древостой. Кроме каплицы сохранились флигель (жилой дом профессоров сельскохозяйственной школы), домики бывшей молочной, сторожа, мастерской но выделке овчин. При школе имелся хоздвор, где разводили каракулевых овец, белых английских свиней, держали пчел. В одном из боскетов в виде маленького (20×20 м) прямоугольника, охваченного каналами, расположены захоронения немецких и российских солдат времен войны 1914 г. Плотными рядами установлены скромные надгробия из бетона, местами обвиваемые барвинком.

## Деревня во время войн
Все войны затрагивали это уникальное полесское местечко. В 1648 году Дубое была спалена украинскими казаками, потом во время Северной Войны — шведами. Шведский король Карл 12 посещал Дубой в 1706 году, чтобы полюбоваться здешними красотами. В 1830 году под местечком произошёл бой между повстанцами Тадеуша Пусловского и царскими войсками.
В свидетельство о том, что здесь когда-то шли бои сохранились два военных кладбища. Одно — в парке, другое — на северной стороне деревни, именуемой Перетоками. На надгробных плитах выбиты русские, польские и немецкие имена.
Перед Великой Отечественной войной насчитывалось 90 дворов и 320 жителей. В мае 1944 года фашистами уничтожено 44 двора.

## Дубое сегодня
Сохранился парк, создававшийся продолжительное время, — с середины XVIII века и всю первую половину XIX столетия; сейчас это памятник природы республиканского значения.
Десятки различных пород деревьев и экзотических кустарников, завезённых сюда из разных стран ещё в конце XV столетия, привлекали внимание не только путешественников, художников, ботаников, но и представителей других наук.
Основу композиции парка составляет водная система, которой нет аналогов нигде в Беларуси. Она имеет строго симметричное решение и состоит из прямолинейных каналов, четырёх водоёмов в виде прямоугольников и центрального круглого водоёма. Парк окружает периферийный канал. Два больших и четыре коротких поперечных канала разделяют парк на шесть боскетов, симметрично расположенных по отношению к основной оси. Прошло более 200 лет со времени строительства водной системы, но берега водоёмов сохранили прямолинейность, чёткость конфигурации. В последнее время водоёмы значительно обмелели, берега сплошь поросли деревьями, кустарниками, но в целом вся система ещё достаточно выражена и может быть без особых трудностей восстановлена.
Из строений, которые производят впечатление, уцелело, на первый взгляд, не очень много — часовня Воздвижения Креста Господня середины XVIII в. с фресками в интерьере и с выразительным пластическим завершением в виде купола. Церковь Рождества Пресвятой Богородицы была построена позднее — в 1811 г. Это уже классицизм. Но церковь имеет, как и католическая каплица, в своей основе восьмигранную форму плана зала, что вообще-то встречается достаточно редко. Кроме костёла, оригинального восьмигранного сооружения с гранёным фонарём, сохранился жилой дом профессоров сельскохозяйственной школы, домик бывшей молочной, мастерской по выделке овчин, дом сторожа.

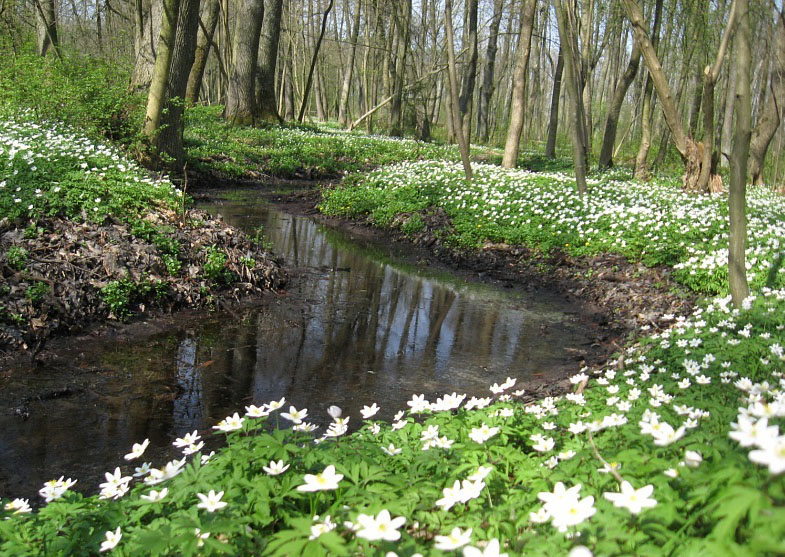
Парк в Дубое

Великолепен парк, соединяющий в единое целое все остатки былой роскоши: памятники архитектуры, водные системы с каналами, прудами и островами. От въездной брамы уцелело немного — только пилоны по сторонам проезда, но они до сих пор достойно и исторически достоверно отмечают главный вход на территорию усадебно-паркового ансамбля.

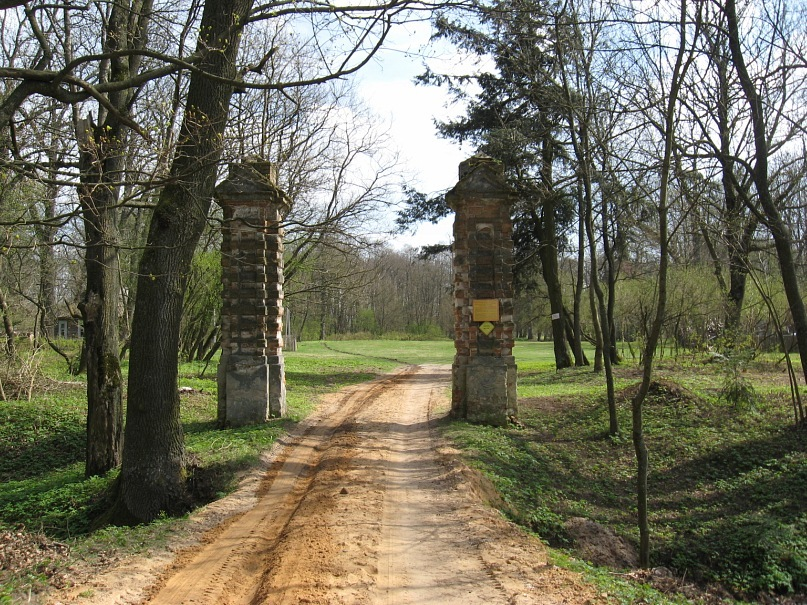
Брама в Дубое. Фото 2010 г.

Все это привлекает внимание знатоков старины, любителей путешествовать, да и просто желающих отдохнуть, узнать что-то новое об истории края, о его природных достопримечательностях. Ведь поселение разместилось рядом с уникальной территорией — одним из природных заказников Полесской низины «Средняя Припять». За последние годы заметно улучшилось состояние парка. Большая часть его уже расчищена от случайно выросших насаждений, что выявило систему аллей и особенности растительного состава, среди которого немало экзотов и старожилов, вплоть до 450-летних дубов.

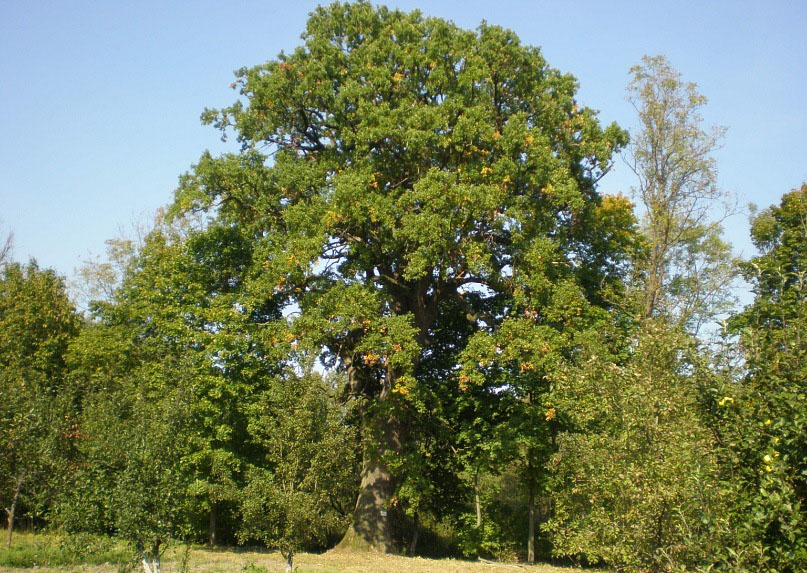
Дуб, которому более 450 лет
Церковь Рождества Пресвятой Богородицы. Кадр из фильма "Первые испытания" (1960 г.)

Дубое вместе со своим оригинальным парком — это прекраснейшее место на земле Пинщины, освящённое тысячелетней историей. По достоинству оценил его и Корш-Саблин, снимавший в окрестностях Дубое двухсерийный фильм «Первые испытания» (1960—1961 гг.) по трилогии Якуба Коласа «На росстанях». Оно заслуживает того, чтобы создать здесь культурный центр с музеем, туристической базой и всей сопутствующей инфраструктурой, восстановить уникальный парк с дворцом.
Для посетителей и отдыхающих, желающих познавательно провести здесь время, начала работать агроусадьба «Дубой над Пиной», основа которой —
небольшой деревянный жилой дом. Он хотя и недавних лет строительства (1960-х гг.), но в нём прочитываются традиции местной строительной школы.
А также появились дополнения, придавшие ему ярко выраженный игровой, рекреационный характер. Собрана хорошая этнографическая коллекция.
Проложены две экологические тропы: по парку и на соседнее озеро. Но характерно, что приезжих неизменно привлекает и река Пина — водная
артерия, достаточно значительная по меркам Беларуси. И если паромная переправа для многих превращается в материальное воплощение информации,
полученной ещё в детстве из сказок и легенд, то гидроузел — в полной мере объект новейшего времени — практически у всех вызывает ещё больший и
неподдельный интерес.

## Гидроузел
В Дубое расположен гидроузел № 1 «Дубое» РУЭСП «Днепро-Бугский водный путь». Его реконструкция, завершившаяся в сентябре 2006
г., превратила это сооружение в современный элемент транспортных коммуникаций. Хотя без истории и тут не обошлось. Суть в том, что река Пина в этом месте стала частью Днепровско-Бугского водного пути, в который входил и известный «Королевский канал», построенный в период с 1775 по 1783 годы. Начало строительства связано с именами гетмана Великого княжества Литовского князя Михаила Огинского и пинского судьи Матеуша Бутримовича. Строительство не раз прерывалось, затем возобновлялось, а основные работы были осуществлены с 1846 по 1848 годы. Самый первый судоходный шлюз — он и получил название «№ 1» — разместился как раз в Дубом.
Реконструкция изменила гидроузел полностью: деревянные конструкции заменены железобетонными, что позволяет лучше поддерживать водный путь в состоянии, обеспечивающем судоходство. Старый шлюз имел параметры, которые определялись плавсредствами прошлого. Поэтому он был короче и шире.
Современному буксиру (как его называют местные жители — «толкачу») приходилось вначале вводить в шлюз баржу, отцепляться, перестраиваться, чтобы потом отдельным манёвром войти в шлюз, так как оба судна одновременно в шлюзе не помещались. Все это требовало времени. Кроме того, после прохождения шлюза эти манёвры, но в обратном порядке, вновь требовали дополнительного времени и усилий. Теперь же новые параметры шлюза позволяют вместе, в одной сцепке «толкачу» и барже пройти шлюз, не разъединяясь. Это — значительная экономия времени, усилий, да и топлива на дополнительные манёвры.
Перепад воды в районе гидроузла может достигать 3,5 метров, что создало благоприятные водно-энергетические условия для размещения здесь малой гидроэлектростанции, расчётная мощность которой составила 330 кВт. Малая ГЭС разместилась на месте старого шлюза, берега соединила плотина со зданием, в котором под динамичной скатной крышей установлены три низконапорные гидроэнергетические установки. А большие оконные проемы позволяют зрителю понять процесс получения электроэнергии.
Среди других сооружений гидроузла обращают внимание пульты управления шлюзом в виде небольших объёмов под шатровыми крышами, напоминающих башенки, и административное здание с представительным портиком, разместившееся в центре комплекса. Элементы благоустройства, в частности, металлические части ограждений и фонари освещения придают комплексу гидроузла парадный вид, что также привлекает посетителей. Здесь оказывается интересным буквально все. Например, зритель вдруг обнаруживает, что ворота шлюза раскрываются по-разному: со стороны Пинска они распашные, со стороны Бреста — наклонные. Это определено исходя из технологической необходимости. Но именно благодаря этой разности зрители с интересом наблюдают процесс прохождения судов.
Гидроузел № 1 работал давно. Он известен ещё с довоенного времени как важный и активно действовавший объект водного пути. Но его удачная
реконструкция, выполненная с ориентацией на высокий уровень архитектурно-художественных решений, превратила сооружение с преобладанием технических функций в привлекательный и познавательный элемент ландшафта. Поэтому включение его в систему туристских маршрутов, формирующихся по этой части Полесья, стало закономерным признанием успешности многого, что определяет современную Беларусь.

## Инфраструктура
Действуют средняя и базовая школы, детский сад, библиотеки, фельдшерско-акушерские пункты, магазины, комплексный приёмный пункт, отделение связи, отделение банка, предприятия бытового обслуживания.

## Культура
- Дом культуры
- Музей

## Достопримечательность

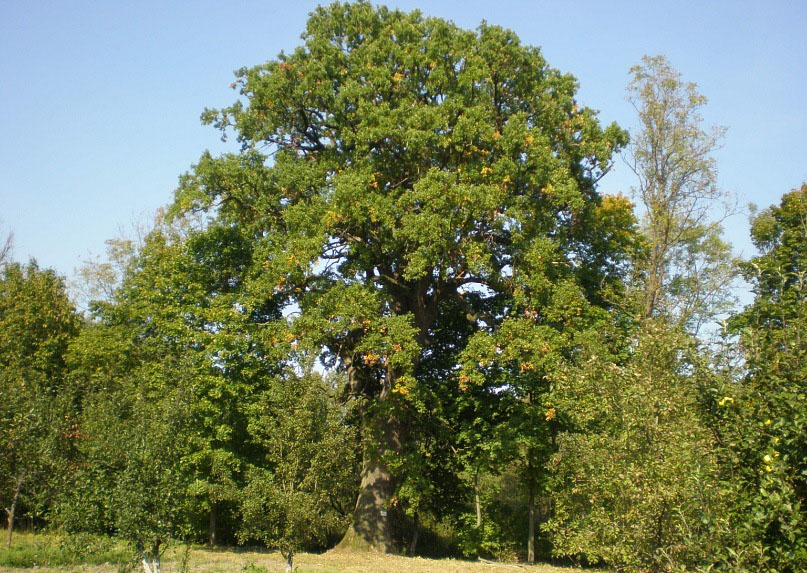
Дуб, которому более 450 лет

- Дуб, которому более 450 летКатолическая часовня (середина XVIII — первая половина XIX вв.) —  Историко-культурная ценность Республики Беларусь, шифр 112Г000559. Каплица памятник архитектуры барокко.
- Церковь Рождества Богородицы (1811) —  Историко-культурная ценность Республики Беларусь, шифр 112Г000560
- Православная часовня (конец XIX в.)
- Усадьба Куженецких (XVII - XIX вв.)
- Парк «Дубое»[2]
- Крест в память о бывшем православном монастыре
- Военное кладбище времён Первой мировой войны
- Паромная переправа
- Гидроузел Дубое[3]. Гидроузел № 1 «Дубой» РУЭСП «Днепро-Бугский водный путь»

### Памятник, скульптура
- Памятник землякам, погибшим в Великой Отечественной войне
- Мемориальная доска историку А. Нарушевичу и поэту А. Филиповичу

### Памятник природы, заказник
- Памятник природы — пихта белая в парке

### Утраченное наследие
- Усадебный дом

## Галерея

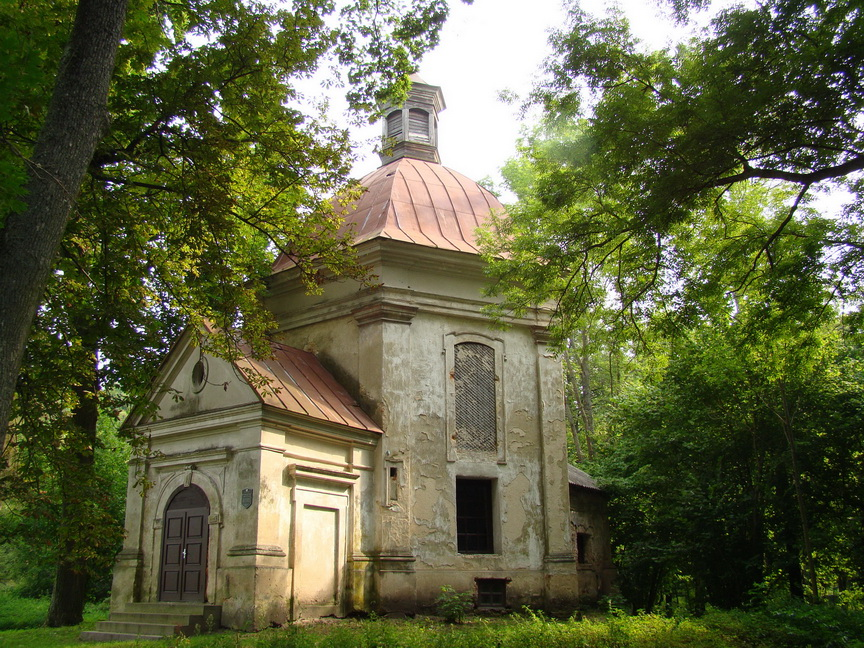
Католическая часовня
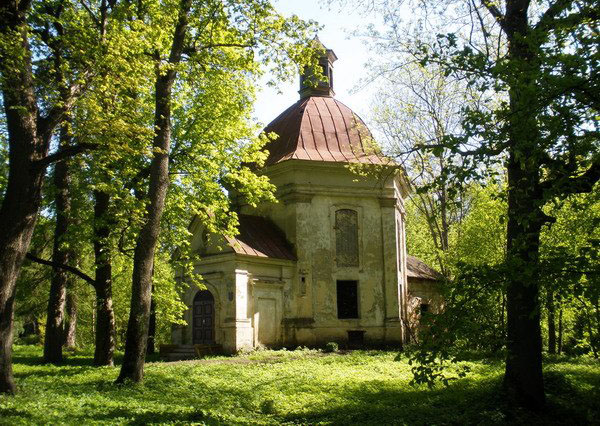
Католическая часовня
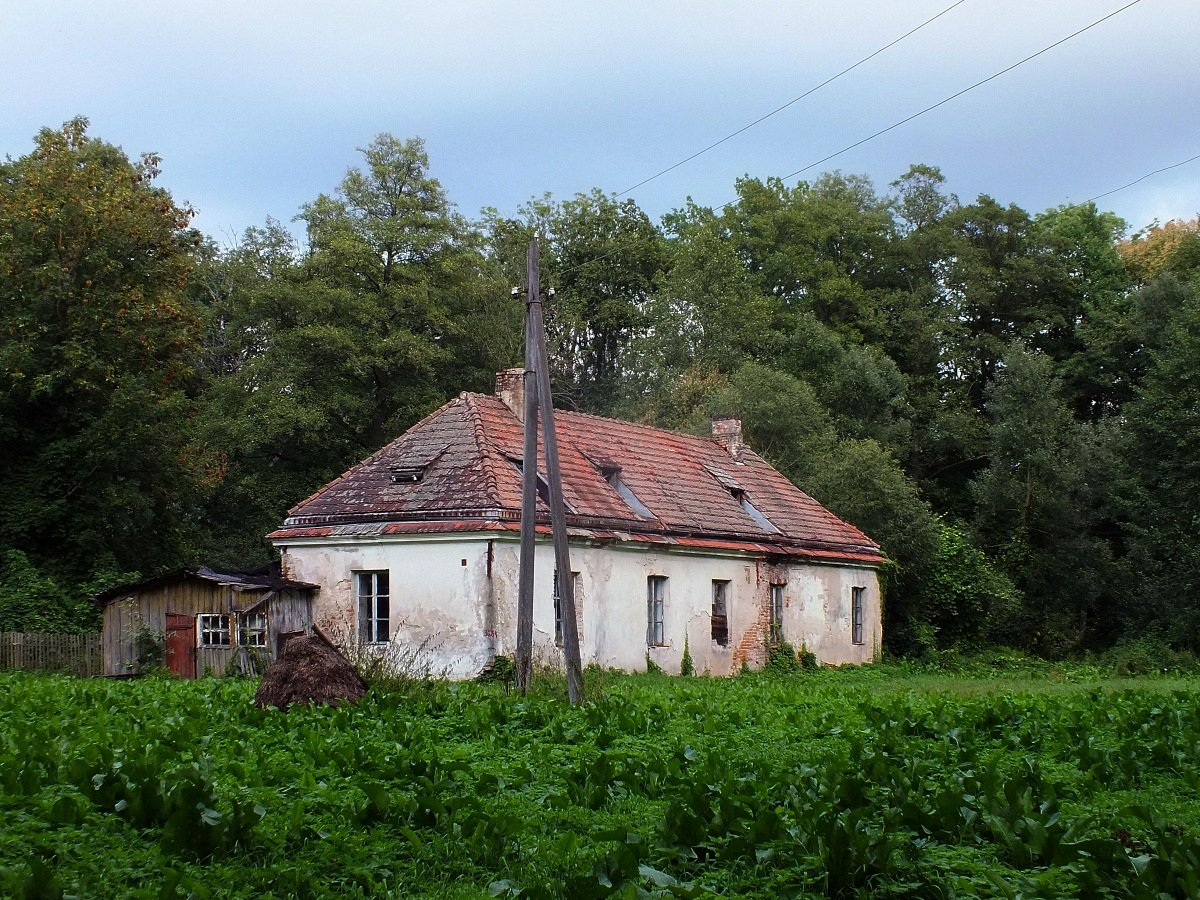
Флигель усадьбы
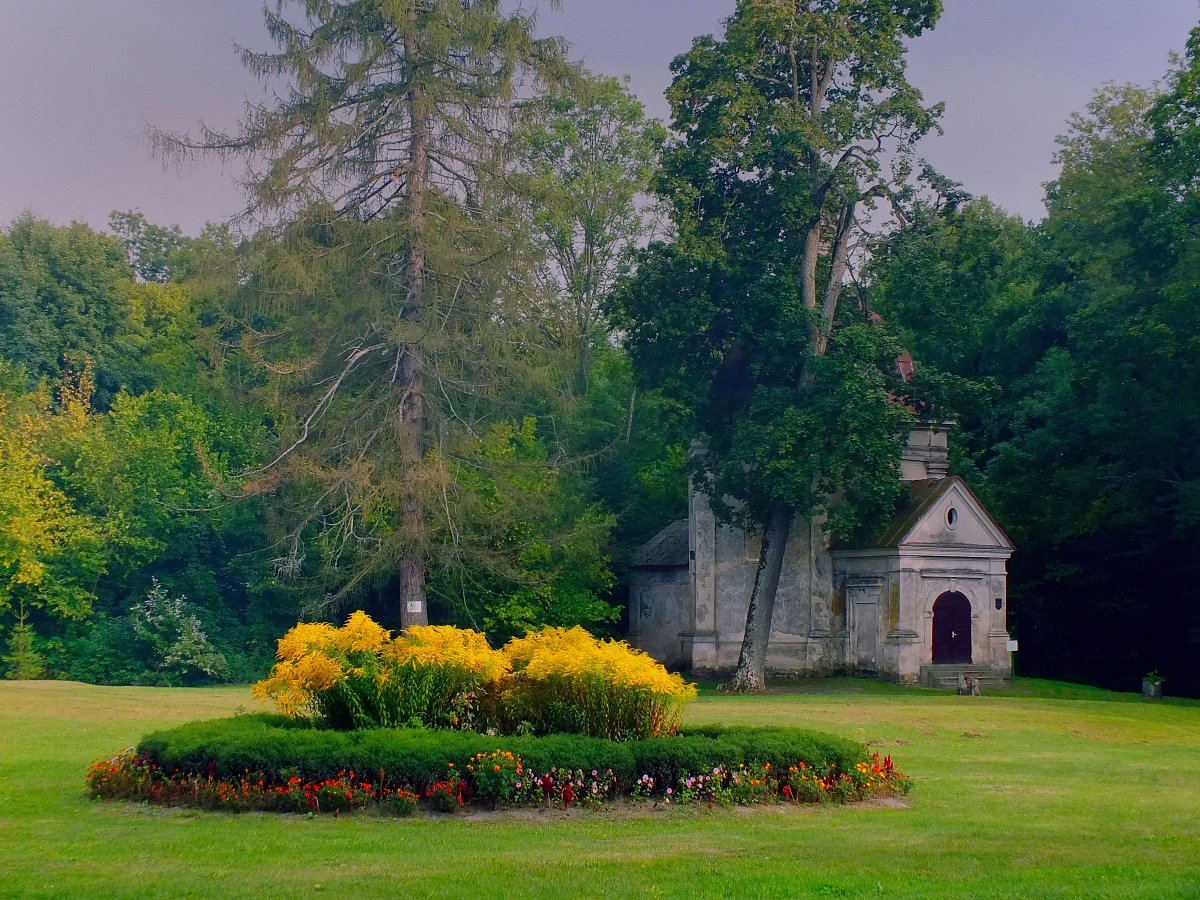
Парк и часовня
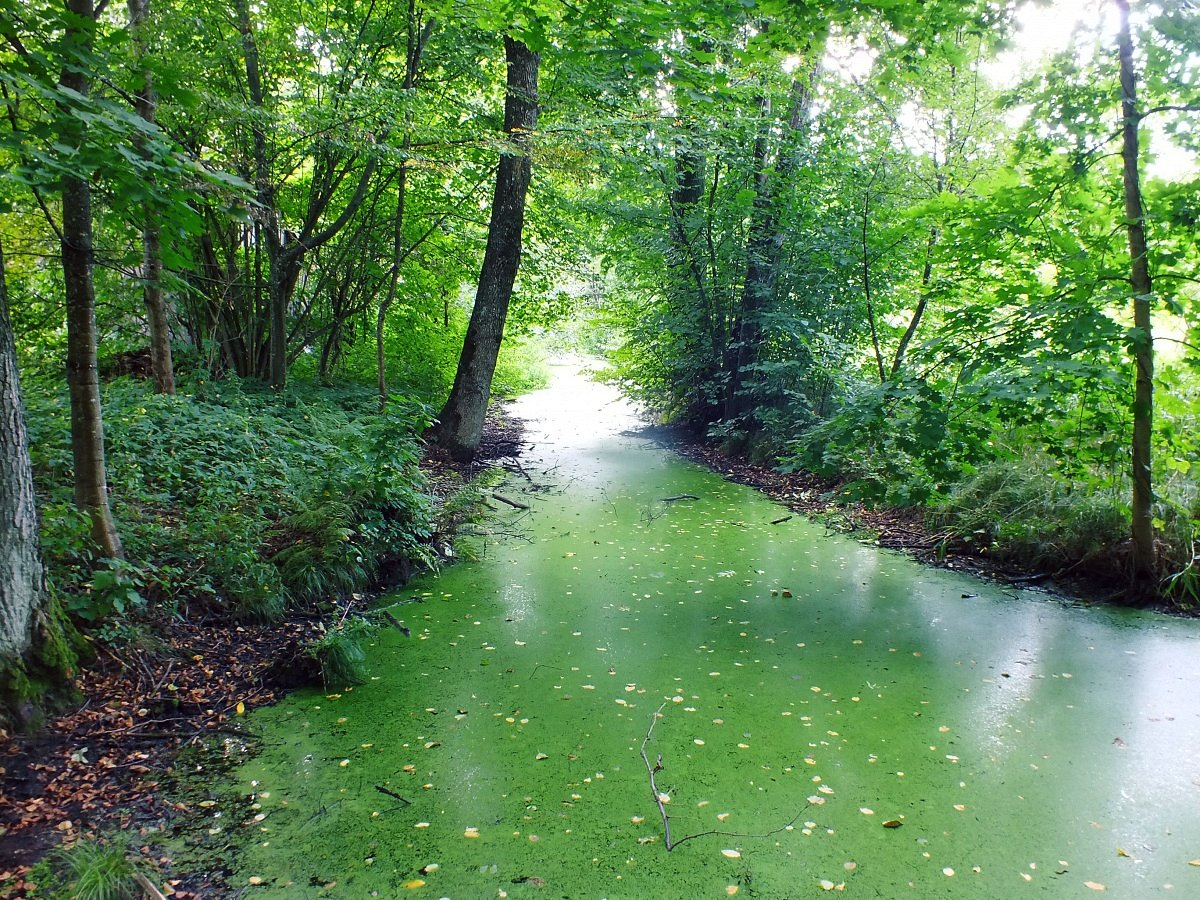
Водная система
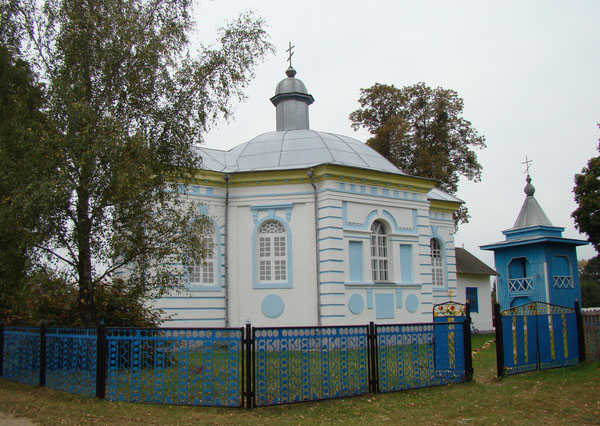
Церковь Рождества Богородицы
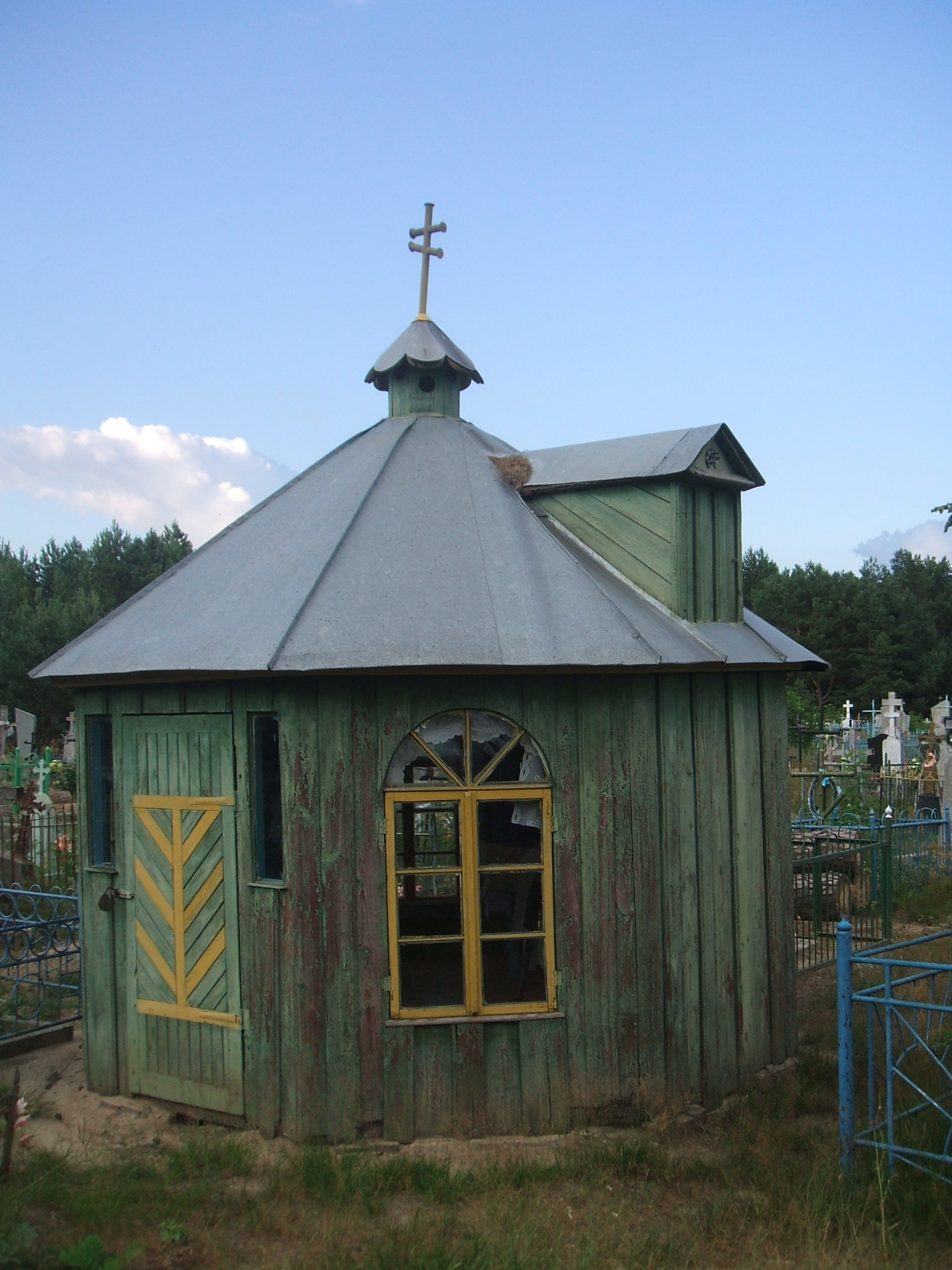
Православная часовня
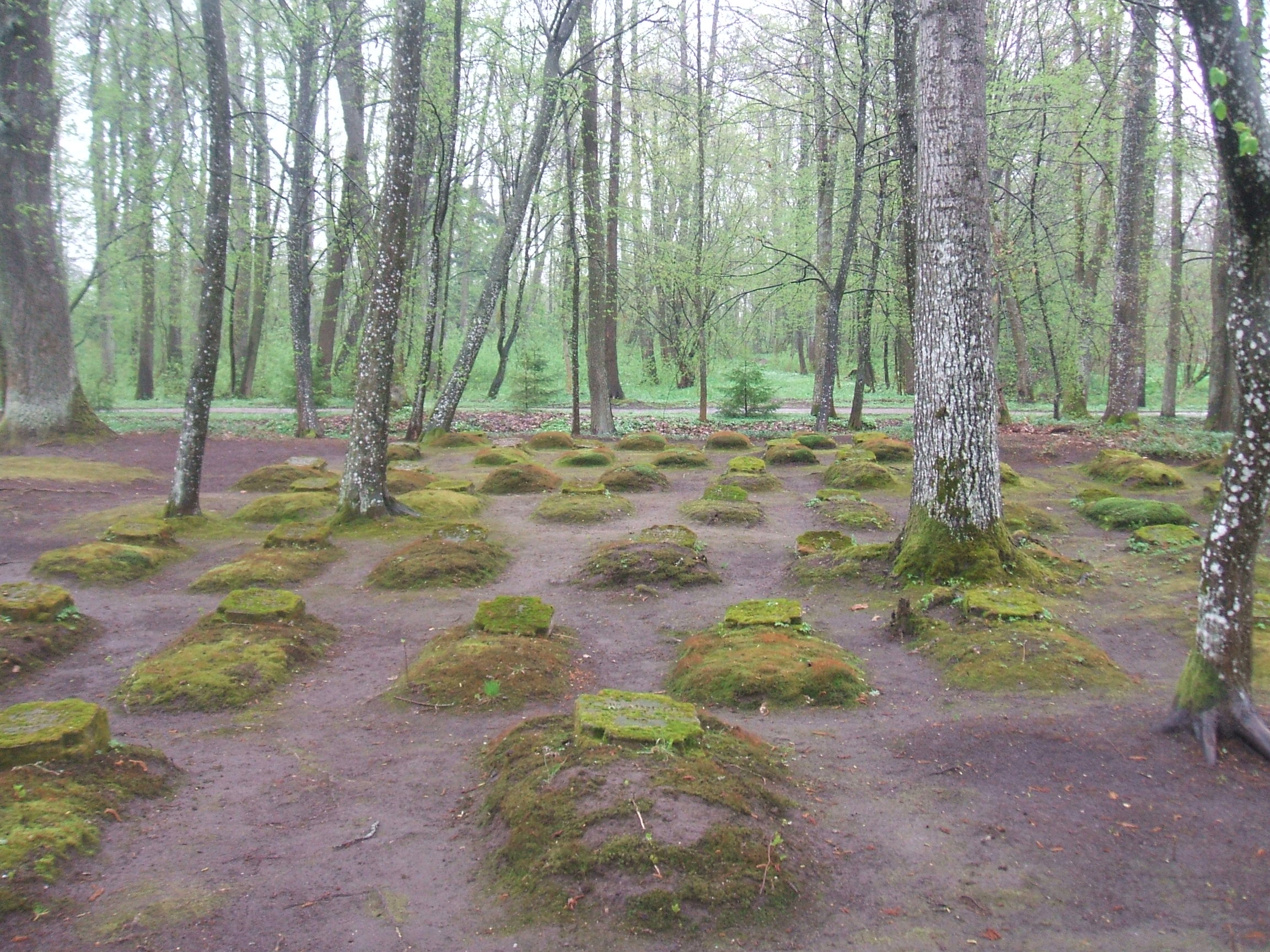
Военное кладбище
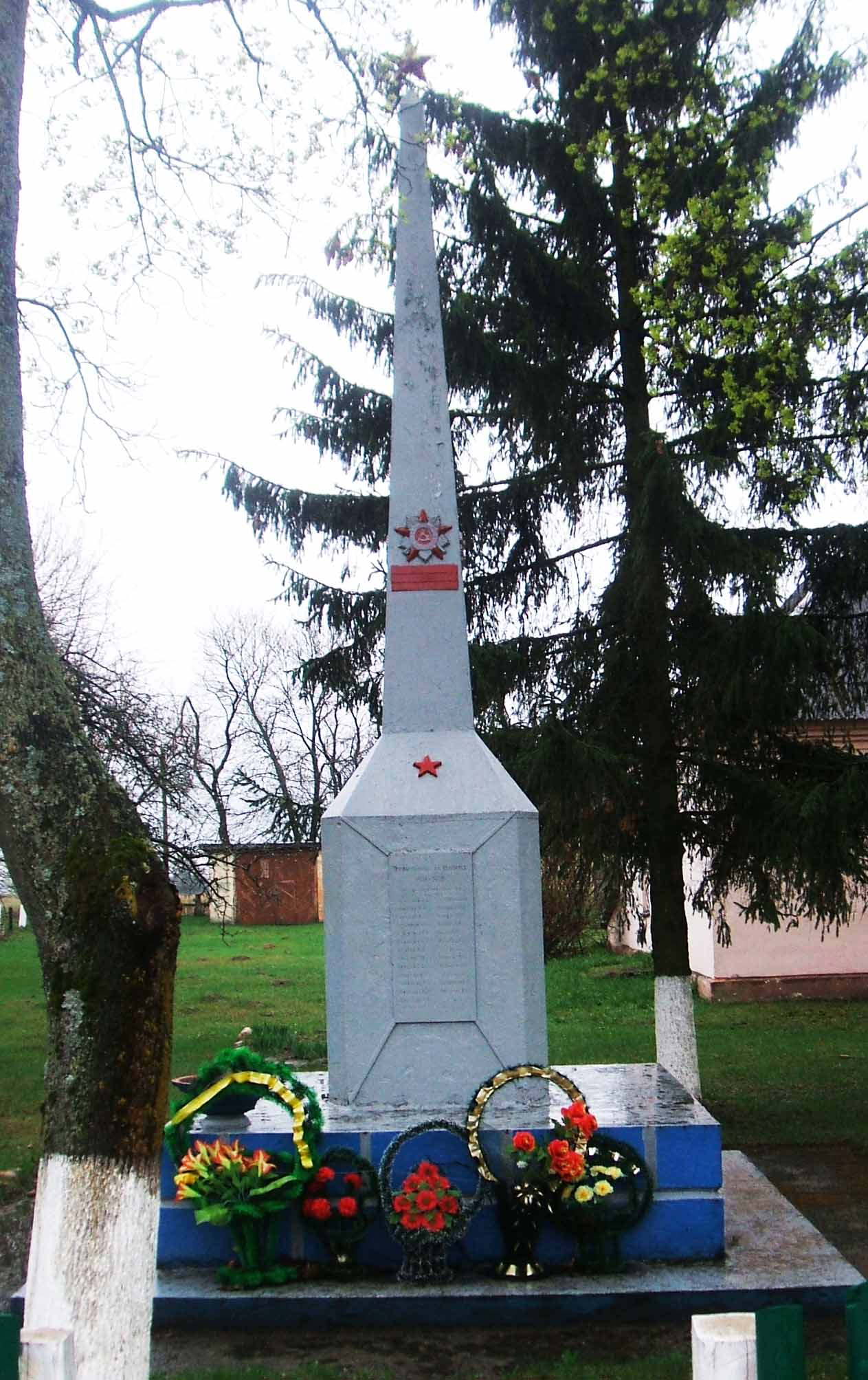
Памятник землякам